# Gertrudis Artigas i Setó
Gertrudis Artigas i Setó (Sabadell, 20 d'abril de 1890 - 1 d'abril de 1971) fou una teòrica de teixits i professora de l'Escola Industrial.
Després dels primers estudis, entrà molt jove a treballar de sargidora de peces a la mateixa fàbrica en què treballava la seva mare, que li ensenyà l'ofici. La capacitat per a l'aprenentatge i l'habilitat que demostrà li van valer ben aviat el nomenament de professora i directora de l'Escola de Sargidores de l'Escola Industrial i d'Arts i Oficis, càrrec que exercí durant gairebé cinquanta anys, fins que es jubilà el 1967. Ja de gran, instada pel professor Lluís Mas, havia estudiat Teoria de teixits i n'havia obtingut el títol oficial.
L'any 1950 rebé el Premi Ciutadania, instituït per la Caixa d'Estalvis de Sabadell, i el 1967 li fou concedida la Medalla de Plata de la Ciutat de Sabadell. Un carrer de la ciutat porta el seu nom.